# Double Oak (Teksas)
Double Oak je gradić u američkoj saveznoj državi Teksas. Prema popisu stanovništva iz 2010. u njemu je živjelo 2.867 stanovnika.